# ایراب
ایراب(به کردی: ئێراو، Êraw) روستایی از توابع بخش زیویه در شهرستان سقز است که در استان کردستان ایران قرار دارد.

## جمعیت
این روستا در دهستان امام واقع شده و براساس سرشماری سال ۱۳۸۵، جمعیت آن ۱۱۷ نفر (۲۶ خانوار) بوده‌است.